# Хэн (язык)
Хэн (самоназвание — Häł gołan [hɒɬ goɬan], от Hän Hwëch’in, буквально: «язык людей, живущих вдоль реки») — атабаскский язык, находящийся под угрозой исчезновения. На нём говорит одноимённый народ, который проживает около американско-канадской границы (город Игл) в штате Аляска, а также в городе Доусон территории Юкон в Канаде. У языка имеется 2 диалекта: «канадский» и «американский».
Язык контактирует с другими атабаскскими языками, на которых говорят представители народа хэн; более всего он близок к языкам гвичин и верхний танана. Носителям хэна часто понятны тексты на гвичине, поэтому священники в Игл используют библейские тексты, написанные на этом языке. Несмотря на это, носители гвичина с трудом понимают хэн. 
Существует также раскладка клавиатуры для набора текстов на языке хэн.

## Название
Название языка происходит от названия народа хэн. Словосочетание Hän Hwëch’in — то, как они себя называют — означает «люди, которые живут вдоль реки», то есть живущие на реке Юкон или на реке Клондайк (хан Tr'ondëk).
Некоторые люди считают, что название Hän Hwëch’in относится не только к народу хэн. Например, старейшина племени Перси Генри считает, что к Hän Hwëch’in также относятся северные тутчоне, проживающие в Форт-Селкерк. У народа хэн есть и другие самоназвания: Tr'ondëk Hwëch’in «народ, живущий у Клондайк», Tl'odëk Hwëch’in «народ, живущий у Клондайк» (другая интерпретация названия реки), Hwëch’in «народ, живущий в определённом месте» и др.

## Лингвогеография и современное положение
В повседневной жизни язык постепенно выходит из употребления и заменяется на английский.

### Развитие языка
В настоящее время язык преподаётся в детских садах и начальных школах в качестве факультативного предмета для детей из числа коренного и некоренного населения. Также существуют уроки языка для старших поколений — начиная с 1991 года школа Robert Service School в Доусоне имеет программу обучения языку.
Все носители, использующие язык при общении дома, — в престарелом возрасте. Сообщество Tr’ondëk Hwëch’in (раньше известное под названием Dawson First Nation, с англ. — «Индейцы Доусона») на территории Юкон поддерживает возобновление использования языка и пытается сделать так, чтобы на языке говорило больше людей. Оно поддерживает и организует занятия по изучению языка для взрослых и культурные мероприятия, проводимые два раза в год.
В настоящее время выпускаются различные учебные материалы для изучения языка. Осознавая важность доступности материалов для изучения языка, «Совет индейцев Юкона» и «Центр индейских языков» Юкона вместе сделали эти материалы доступными для всех в интернете.

### Ареал и численность

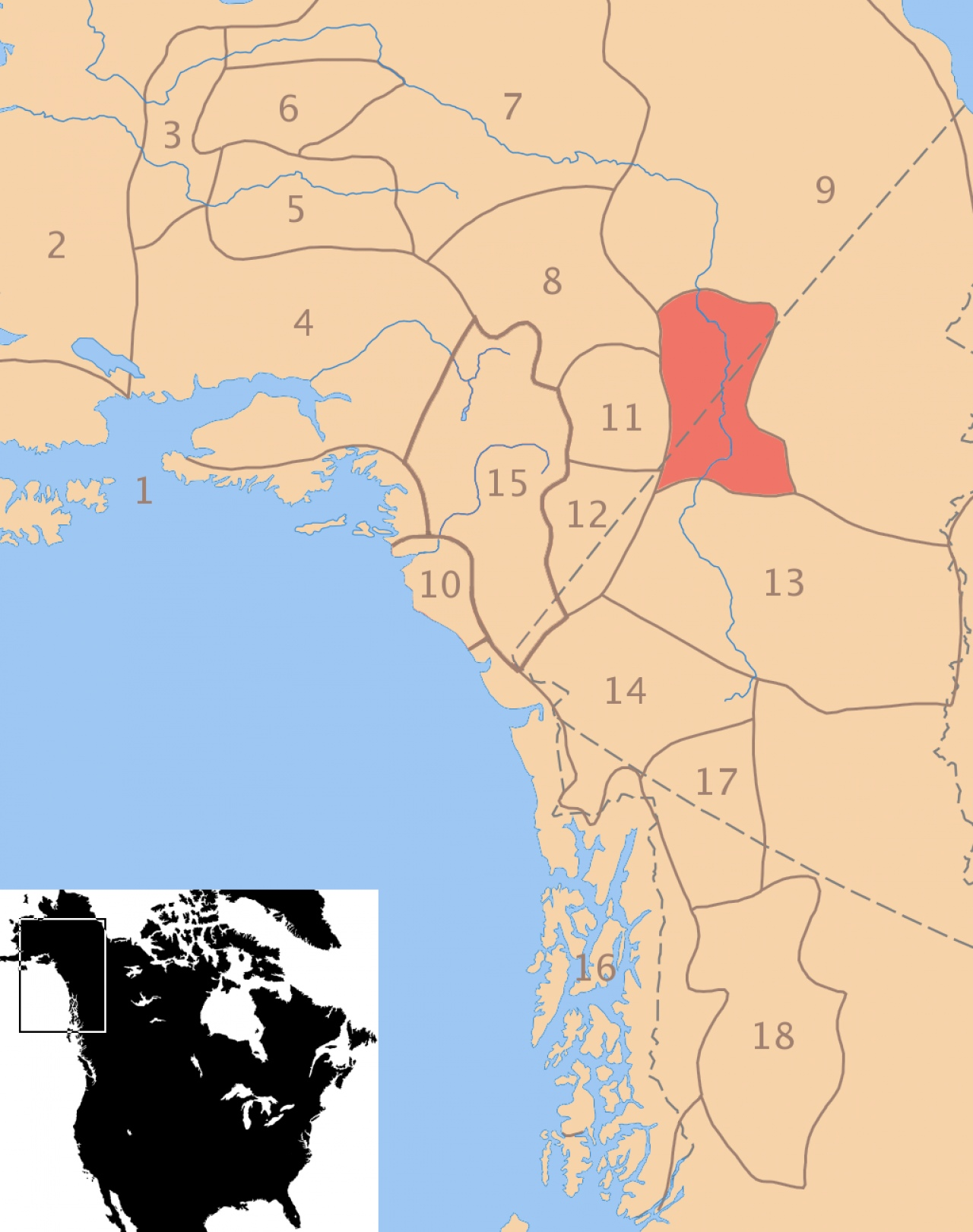
Распространение языка

На этом языке говорят люди, проживающие на территории Аляски и Юкона. Большинство носителей языка живут в Канаде в городе Доусон, однако несколько носителей живут также в городах Фэрбанкс и Игл на Аляске.
Данные о носителях данного языка различны. По одним данным, носителей всего 19 (при численности народа хэн в 50 человек): 12 в США и 7 в Канаде.
Также есть информация о 14 и 12 носителях.
Таким образом, за 30 лет количество носителей уменьшилось почти в два раза: ещё в 1979 году оставалось 30 носителей языка.
Для менее 10 % представителей народа хэн этот язык является родным.

### Диалекты
Из-за того, что народ хэн, в основном, живёт в двух поселениях — в городе Игл (Аляска) и городе Доусон (Юкон) — в их языке образовалось два диалекта: «американский» и «канадский».
Эти два диалекта имеют фонетические отличия, например, на конце слов диалекта города Игл, в отличие от диалекта города Доусон, отсутствует k: łuk — łu «рыба», dlёk — dley «белка», chäk — chäw «три», а также t: łut — łu «лёд», ёtr'ät — ёtr'o «почка»; буква į в диалекте города Игл заменяется на ąy: dhinchįh — dhintąy «спи»; в диалекте города Игл на конце слова чаще используется фонема /w/, а в «канадском» — /l/: ähaw — ähal «он идёт вдоль».
Диалекту города Игл также свойственна палатализация начальных согласных и смена гласных.

## Письменность
Письменность для языка была создана в 1970-х годах на латинской основе.
| A a | Ä ä | B b | С с | D d | E e | Ë ë | G g |
| H h | I i | J j | K k | L l | Ł ł | M m | N n |
| O o | R r | S s | T t | U u | W w | Y y | Z z |
| ’   |     |     |     |     |     |     |     |

## Лингвистическая характеристика

### Фонетика и фонология
В языке хэн 49 согласных (на письме могут обозначаться диграфами), 14 кратких и долгих гласных и 7 дифтонгов.

#### Согласные
Согласные звуки языка хэн:
|               | Губные      | Губные | Межзубные | Межзубные | Альвеолярные | Альвеолярные | Альвеолярные | Альвеолярные | Постальвеолярные | Постальвеолярные | Ретрофлексные | Ретрофлексные | Велярные | Велярные | Глоттальные | Глоттальные |
| Центральные   | Центральные | Губные | Межзубные | Межзубные | Боковые      | Боковые      |              |              | Постальвеолярные | Постальвеолярные | Ретрофлексные | Ретрофлексные | Велярные | Велярные | Глоттальные | Глоттальные |
| ------------- | ----------- | ------ | --------- | --------- | ------------ | ------------ | ------------ | ------------ | ---------------- | ---------------- | ------------- | ------------- | -------- | -------- | ----------- | ----------- |
| Носовые       |             |        |           |           | [n̥]          | ⟨nh⟩         |              |              |                  |                  |               |               |          |          |             |             |
| Носовые       | [m]         | ⟨m⟩    |           |           | [n]          | ⟨n⟩          |              |              |                  |                  |               |               |          |          |             |             |
| Взрывные      | [pʰ]        | ⟨p⟩    |           |           | [tʰ]         | ⟨t⟩          |              |              |                  |                  |               |               | [kʰ]     | ⟨k⟩      |             |             |
| Взрывные      | [p]         | ⟨b⟩    |           |           | [t]          | ⟨d⟩          |              |              |                  |                  |               |               | [k]      | ⟨g⟩      | [ʔ]         | ⟨ʼ⟩         |
| Взрывные      |             |        |           |           | [tʼ]         | ⟨t’⟩         |              |              |                  |                  |               |               | [kʼ]     | ⟨k’⟩     |             |             |
| Взрывные      | [ᵐb]        | ⟨mb⟩   |           |           | [ⁿd]         | ⟨nd⟩         |              |              |                  |                  |               |               |          |          |             |             |
| Аффрикаты     |             |        | [t]       | ⟨tth⟩     | [tsʰ]        | ⟨ts⟩         | [tɬʰ]        | ⟨tl⟩         | [tʃʰ]            | ⟨ch⟩             | [ʈ]           | ⟨tr⟩          |          |          |             |             |
| Аффрикаты     |             |        | [d]       | ⟨ddh⟩     | [dz]         | ⟨dz⟩         | [dl]         | ⟨dl⟩         | [tʃ]             | ⟨ch⟩             | [ɖ]           | ⟨dr⟩          |          |          |             |             |
| Аффрикаты     |             |        |           |           |              |              |              |              | [ʤ]              | ⟨j⟩              |               |               |          |          |             |             |
| Аффрикаты     |             |        | [tʼ]      | ⟨tth’⟩    | [tsʼ]        | ⟨ts’⟩        | [tɬʼ]        | ⟨tl’⟩        | [tʃʼ]            | ⟨ch’⟩            | [ʈʼ]          | ⟨tr’⟩         |          |          |             |             |
| Аффрикаты     |             |        |           |           |              |              |              |              | [ⁿdʒ]            | ⟨nj⟩             |               |               |          |          |             |             |
| Фрикативные   |             |        | [θ]       | ⟨th⟩      | [s]          | ⟨s⟩          | [ɬ]          | ⟨ł⟩          | [ʃ]              | ⟨sh⟩             | [ʂ]           | ⟨sr⟩          | [x]      | ⟨kh⟩     | [h]         | ⟨h⟩         |
| Фрикативные   |             |        | [ð]       | ⟨dh⟩      | [z]          | ⟨z⟩          | [ɮ]          | ⟨l⟩          | [ʒ]              | ⟨zh⟩             | [ʐ]           | ⟨zr⟩          | [ɣ]      | ⟨gh⟩     |             |             |
| Аппроксиманты |             |        |           |           |              |              |              |              | [j̥]              | ⟨yh⟩             | [ɽ]           | ⟨rh⟩          | [ʍ]      | ⟨wh⟩     |             |             |
| Аппроксиманты |             |        |           |           |              |              | [l]          | ⟨l⟩          | [j]              | ⟨y⟩              | [ɽ]           | ⟨r⟩           | [w]      | ⟨w⟩      |             |             |

Некоторое согласные перед гласными верхнего подъёма в начале основы могут палатализироваться — особенно это касается согласных [t], [k] и [θ]. 
В конце основы могут встречаться далеко не все согласные: d, g, w, r, y, n, h и гортанная смычка; в диалекте города Доусон — также l. Например, звук [ɬ] в конце основы не встречается: праатабаскский dɔł «кровь» — хэн daw и dal в диалекте Игла и Доусона, соответственно.

#### Гласные
Гласные звуки языка хэн:
|                | Передние           | Средние            | Задние             |
| -------------- | ------------------ | ------------------ | ------------------ |
| Верхние        | [i] ⟨i⟩, [iː] ⟨ii⟩ |                    | [u] ⟨u⟩, [uː] ⟨uu⟩ |
| Средне-верхние | [e] ⟨e⟩, [eː] ⟨ee⟩ | [ɘ] ⟨ë⟩, [ɘː] ⟨ëë⟩ | [o] ⟨o⟩, [oː] ⟨oo⟩ |
| Нижние         | [a] ⟨a⟩, [aː] ⟨aa⟩ |                    | [ɒ] ⟨ä⟩, [ɒː] ⟨ää⟩ |

Носовые гласные помечаются диакритическим знаком огонэк:
- ⟨a⟩ [a] — ⟨ą⟩ [ã].

#### Дифтонги
Дифтонги языка хэн:
| Буквосочетание | Произношение |
| -------------- | ------------ |
| ⟨aw⟩           | [au̯]         |
| ⟨ay⟩           | [aj]         |
| ⟨äw⟩           | [ɒu̯]         |
| ⟨ew⟩           | [eu̯]         |
| ⟨ey⟩           | [ej]         |
| ⟨iw⟩           | [iw]         |
| ⟨oy⟩           | [oj]         |

#### Тоны
Язык хэн является тональным языком — он имеет четыре тона:
| Тон        | Запись | МФА   |
| ---------- | ------ | ----- |
| Высокий    | a      | [a˦]  |
| Низкий     | à      | [a˨]  |
| Восходящий | ǎ      | [a˧˥] |
| Нисходящий | â      | [a˥˧] |

### Морфология

#### Существительное
Притяжательность (принадлежность) существительного (родительный падеж) в языке хэн выражается с помощью притяжательных приставок, присоединяемых к существительному:
- shё- / sh- — «мой, моя, моё, мои»,
- nё- / n- — «твой, твоя, твоё, твои»,
- wё- / w-— «его, её»,
- ni- / niy- — «наш, наша, наше, наши»,
- khwё- / khw- — «ваш, ваша, ваше, ваши»,
- hu- / huw- / huv- — «их».

Пример слова, начинающегося на согласный: shёzho «мой дом», nёzho «твой дом», wёzho «его / её дом», nizho «наш дом», khwёzho «ваш дом», huzho «их дом».
Пример слова, начинающегося на гласный: shäk’ày «моя тётя», näk’ày «твоя тётя», wäk’ày «его / её тётя», niyäk’ày «наша тётя», khwäk’ày «ваша тётя», huwäk’ày / huväk’ày «их тётя».

#### Глагол
В языке хэн различается три глагольных времени: настоящее, прошедшее и будущее.
|          | Настоящее | Прошедшее | Будущее    |
| -------- | --------- | --------- | ---------- |
| «Я»      | dhitąy    | ichèʼ     | tihchèw    |
| «Ты»     | dhintąy   | įchèʼ     | tinchèw    |
| «Он/она» | dhëtąy    | įchèʼ     | tächèw     |
| «Мы»     | trʼohtër  | trʼähtër  | trʼëtähtër |
| «Вы»     | dhähtër   | ähtër     | tähtër     |
| «Они»    | hohtër    | hą̈htër    | hëtähtër   |

Глагольное отрицание создаётся при добавлении слова kǒ к глаголу: ch’ëgëdzä «танцую» → ch’ëgëdzä kǒ «не танцую».
В языке хэн отсутствует глагол-связка (как англ. to be). Сказуемое следует сразу после подлежащего: dähsro dhoträl «полотенце мокрое».

#### Местоимение

##### Личные местоимения
Личные местоимения языка хэн:
| Лицо и число  | Местоимение       |
| ------------- | ----------------- |
| 1 лицо ед. ч. | ёshną «я»         |
| 2 лицо ед. ч. | įna «ты»          |
| 3 лицо ед. ч. | jёna «он/она/оно» |
| 1 лицо мн. ч. | trʼina «мы»       |
| 2 лицо мн. ч. | ähna «вы»         |
| 3 лицо мн. ч. | hina «они»        |

#### Числительное
Количественные числительные языка хэн от одного до пяти:
- «один» — chʼìhłey,
- «два» — nä̀nkąy,
- «три» — chaw,
- «четыре» — dän,
- «пять» — chʼёnlàʼ ìhłey.

### Синтаксис
Типология порядка слов в языке хэн — SOV («субъект-объект-глагол»); субъект может опускаться — OV («объект-глагол»), поскольку глагол спрягается по числам и лицам и подразумевает субъект: Zhodhä̀ nìntthey, t’ähkhò ìtsey nį’à «Она установила палатку, затем она установила печку», дословно: «Палатку установила, затем печку установила».
Сказуемое следует сразу после подлежащего: dähsro dhoträl «полотенце мокрое».

### Лексика
Большинство заимствований в лексике языка хэн — из языка гвичин. 
Лексически хэн близок к языкам гвичин и верхний танана. Поскольку носителям хэна понятны тексты на гвичине, священники в Игл используют библейские тексты, написанные на этом языке. Несмотря на это, носителям гвичина трудно понимать хэн.

### Комментарии
1. ↑  Буква встречается лишь в диграфах; как отдельная буква не используется